# Achselstütze

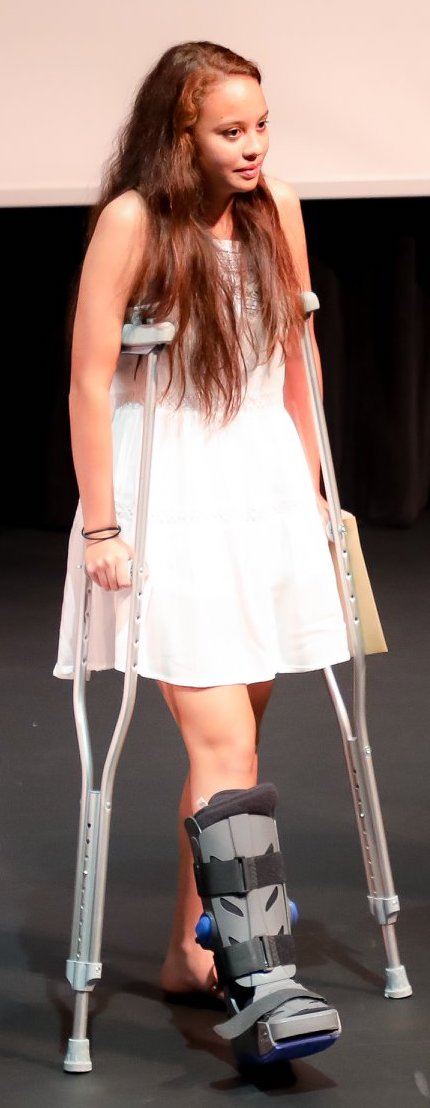
Junge Frau mit Achselstützen

Eine Achselstütze, auch Amerikanische Krücke, ist eine Gehhilfe, die bis unter die Achselhöhle reicht. Achselstützen sind für gehbehinderte Menschen mit eingeschränkter Arm- oder Handfunktion konzipiert.

## Aufbau
Achselstützen werden aus Leichtmetall oder Holz gefertigt. Sie sind längenverstellbar, der Handgriff ist höhenverstellbar. Im Achselbereich befindet sich ein Polster aus Schaumstoff oder Gummi, dass mit Kunststoff oder Leder überzogen ist. Am Fußende befinden sich Gummipuffer, die für Rutschfestigkeit sorgen.

## Anwendung
Im Gegensatz zu Unterarmgehstützen kann bei Achselstützen ein Teil des Körpergewichts über die Achseln abgestützt und die Arme dadurch entlastet werden.
Achselstützen kommen dann zum Einsatz, wenn aufgrund fehlender Hand- und Armkraft keine Unterarmgehstützen verwendet werden können. Auch bei körperlich stark geschwächten Patienten oder bei Rheumatikern finden sie Anwendung.
Während in Europa Achselstützen eher unüblich sind, sind sie im angloamerikanischen Raum die bevorzugte Gehstütze bei kurzfristiger Einschränkung der Gehfähigkeit, z. B. nach Unfällen oder Operationen. Unterarmgehstützen werden dort in der Regel nur bei langfristiger Gehbehinderung eingesetzt.

## Komplikationen
Durch den Druck auf in der Achselhöhle verlaufende Nerven kann es zu einem Nervenschaden des Plexus brachialis kommen, insbesondere auch zu einer oberen Radialislähmung. Auch Durchblutungsstörungen des Armes durch Kompression der A. axillaris sind beschrieben.